# SPAS
Serviciile publice de asistență socială (SPAS):  La nivelul comunelor, orașelor și municipiilor funcționează servicii publice de asistență socială aflate în subordinea consiliului local, iar la nivelul comunelor este prevăzută, în structura aparatului propriu al consiliilor locale comunale, angajarea persoanelor cu atribuții de asistență socială. Asistenta Socială desfășoară activități legate de persoane în vârstă, fără adăpost, mame cu minori aflate în dificultate, copii care sunt supuși riscului de abandon, etc.

## Atribuții din punctul de vedere al protecției copiilor
Atribuțiile SPAS, respectiv ale persoanelor cu atribuții de asistență socială sunt prevăzute la art. 106 din Legea nr. 272/2004, cu modificările ulterioare, printre care se enumeră: 
1. monitorizarea modului de respectare a drepturilor copiilor, asigurând centralizarea și sintetizarea datelor și informațiilor relevante, atribuție relevantă pentru monitorizarea dreptului copilului de a fi protejat împotriva exploatării prin muncă, exploatării sexuale și traficului de copii (art. 32  - 35 din Convenția cu privire la drepturile copilului, adoptată de Adunarea Generală a Organizației Națiunilor Unite la 20 noiembrie 1989, ratificată prin Legea nr. 18/1990, republicată, cu modificările ulterioare);
2. identificarea și evaluarea situațiilor care impun acordarea de servicii și/sau prestații pentru prevenirea separării copilului de familia sa, precum și realizarea activității de prevenire a separării copilului de familia sa, atribuție relevantă pentru identificarea copiilor la risc de exploatare prin muncă, evaluarea acestor situații și realizarea planului de servicii pentru acești copii, familie și persoane importante pentru copil (Ordinul secretarului de stat al Autorității Naționale pentru Protecția Drepturilor Copilului nr. 286/2006 pentru aprobarea Normelor metodologice privind întocmirea Planului de servicii și a Normelor metodologice privind întocmirea Planului individualizat de protecție);
3. colaborarea cu DGASPC în domeniul protecției copilului  și transmiterea datelor și informațiilor solicitate din acest domeniu, atribuție relevantă pentru monitorizarea copiilor la risc de exploatare prin muncă, exploatare sexuală și trafic de copii.

## Suportul legal
Conform cu Art. 106 din Legea 272/2004:
(1) Serviciile publice de asistență socială organizate la nivelul municipiilor și orașelor, precum și persoanele cu atribuții de asistenta sociala din aparatul propriu al consiliilor locale comunale îndeplinesc în domeniul protecției copilului următoarele atribuții: 

a) monitorizează și analizează situația copiilor din unitatea administrativ-teritoriala, precum și modul de respectare a drepturilor copiilor, asigurând centralizarea și sintetizarea datelor și informațiilor relevante; 

b) realizează activitatea de prevenire a separării copilului de familia sa; 

c) identifica și evaluează situațiile care impun acordarea de servicii și/sau prestații pentru prevenirea separării copilului de familia sa; 

d) elaborează documentația necesara pentru acordarea serviciilor și/sau prestațiilor și acorda aceste servicii și/sau prestații, în condițiile legii; 

e) asigura consilierea și informarea familiilor cu copii în întreținere asupra drepturilor și obligațiilor acestora, asupra drepturilor copilului și asupra serviciilor disponibile pe plan local; 

f) asigura și urmăresc aplicarea masurilor de prevenire și combatere a consumului de alcool și droguri, de prevenire și combatere a violentei în familie, precum și a comportamentului delincvent; 

g) vizitează periodic la domiciliu familiile și copiii care beneficiază de servicii și prestații; 

h) înaintează propuneri primarului, în cazul în care este necesara luarea unei masuri de protecție speciala, în condițiile legii; 

i) urmăresc evoluția dezvoltării copilului și modul în care părinții acestuia își exercită drepturile și își îndeplinesc obligațiile cu privire la copilul care a beneficiat de o măsură de protecție specială și a fost reintegrat în familia sa; 

j) colaborează cu Direcția Generală de Asistență Socială și Protecția Copilului în domeniul protecției copilului și transmit acesteia toate datele și informațiile solicitate din acest domeniu. 

(2) La nivelul sectoarelor municipiului București, atribuțiile prevăzute la alin. (1) sunt exercitate de Direcția Generală de Asistență Socială și Protecția Copilului.

## Organizațiile implicate în protecția copiilor
- DGASPC - Direcția Generală de Asistență Socială și Protecția Copilului
- ANPDC - Autoritatea Națională pentru Protecția Drepturilor Copilului
- SCC - Structurile comunitare consultative
- SPAS - Serviciile publice de asistență socială
- Autoritatea tutelară